# Nasjonalt kunnskapssenter om vold og traumatisk stress

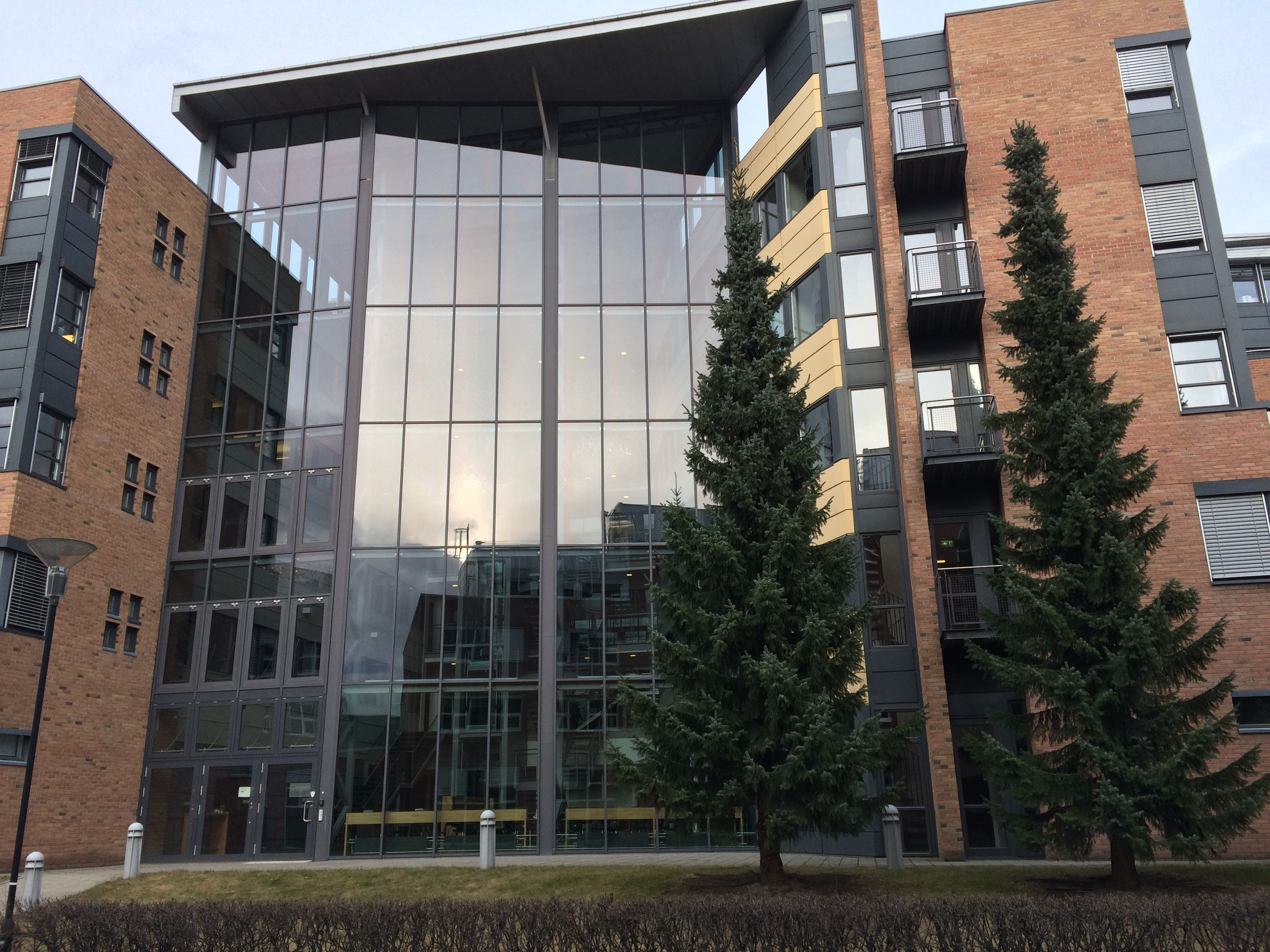
NKVTS kontor i Nydalen i Oslo

Nasjonalt kunnskapssenter om vold og traumatisk stress (NKVTS; engelska Norwegian Centre for Violence and Traumatic Stress Studies) är ett statligt forskningsinstitut i Norge, som bedriver forskning inom våld och sexuella övergrepp, katastrofhantering, terrorism, väpnade konflikter och psykiskt trauma, och påtvingad migration och flyktinghälsa. NKVTS bildades genom att samla flera forskningsinstitut huvudsakligen vid Universitetet i Oslo och har rötter i norsk militär- och katastrofpsykiatrisk forskning vid Universitetet i Oslo och inom Försvarsmakten från 1950-talet.

## Historia och fokus
NKVTS bildades 2004 av Norges regering på initiativ av Hälsodepartementet, Justitiedepartementet, Försvarsdepartementet, Socialdepartementet och Barne- og familjedepartementet, och vid sammanslagning av fyra forskningsinstitut, tre av dem vid Universitetet i Oslo:
- Avdelningen för katastrofpsykiatri vid medicinska fakulteten vid Universitetet i Oslo och Forsvarets sanitet
- Psykosocialt centrum för flyktingar vid medicinska fakulteten vid Universitetet i Oslo
- Kompetenscentrum för våldsoffer vid Høgskolen i Oslo
- Nationellt resurscenter för sexuellt missbrukade barn vid Aker universitetssjukhus, Universitetet i Oslo

NKVTS' äldsta föregångare var avdelningen för katastrofpsykiatri, som bildades 1978 av militärpsykiatern Arne Sund, som etablerade norsk militärpsykiatri som ledande inom NATO från 1960-talet och som anses som katastrofpsykiatrins grundare. Genom Sunds arbete blev Norge "en pionjär inom forskning om effekterna av massdöd, krig, katastrofer, olyckor och all slags våld". Avdelningen hade rötter i Leo Eitingers forskning på psykiskt trauma bland soldater, flyktingar och koncentrationslägeröverlevande vid Universitetet i Oslo redan på 1950-talet.
Från början var NKVTS en del av Universitetet i Oslo och var lokaliserad till Oslo universitetssjukhus, Ullevål fram till 2013. Sedan 2013 ligger NKVTS i Nydalen i Oslo, nära Justitiedepartementet. NKVTS har ett nära samarbete med de psykologiska, medicinska och juridiska institutionerna vid Universitetet i Oslo, men finansieras och får sina uppdrag direkt av regeringen.
NKVTS är tvärvetenskaplig och har medarbetare med bakgrund inom psykologi, psykiatri, pediatrik, juridik, sociologi, kriminologi, socialantropologi och andra discipliner, dock med huvudvikt på psykologi och psykiatri. Institutet har 101 anställda (2019), och den akademiska personalen innefattar forskningsassistenter, doktorander, postdoktorer, forskare, seniorforskare och forskningsprofessorer. Psykologen Nora Sveaass, seniorforskare och forskningsledare för flyktinghälsa och påtvingad migration vid NKVTS, var ledamot av FN:s tortyrkommitté 2005–2013.
NKVTS har ett antal större forskningsprojekt på de psykologiska och sociala effekterna av terrorism, inklusive terrorattentaten i Norge 2011. NKVTS har även större forskningsprojekt på naturkatastrofer, på barnsoldater i Afrika, tortyr, behandling och rehabilitering av traumatiserade flyktingar, militär personals psykiska hälsa, och på våld i nära relationer.

## Personer
- Nora Ahlberg, psykolog, professor i psykologi och direktör för Psykososialt senter for flyktninger vid Universitetet i Oslo
- Margunn Bjørnholt, sociolog, forskningsprofessor vid NKVTS och professor i sociologi vid Institutionen för sociologi vid Universitetet i Bergen
- Grete Dyb, krispsykiater, forskningsprofessor vid NKVTS och professor i barnpsykiatri vid Institutionen för klinisk medicin vid Universitetet i Oslo, president för International Society for Traumatic Stress Studies
- Trond Heir, militär- och krispsykiater, forskningsprofessor vid NKVTS och professor i psykiatri vid Institutionen för klinisk medicin vid Universitetet i Oslo
- Tine Jensen, psykolog, forskningsprofessor vid NKVTS och professor i psykologi vid Institutionen för psykologi vid Universitetet i Oslo
- Thore Langfeldt, psykolog, före detta seniorforskare vid NKVTS
- Kristin Skjørten, kriminolog, forskningsprofessor vid NKVTS och professor i rättssociologi vid Juridiska fakulteten vid Universitetet i Oslo
- Nora Sveaass, psykolog, professor i psykologi vid Universitetet i Oslo och före detta seniorforskare och forskningsledare för flyktinghälsa och påtvingad migration vid NKVTS, ledamot i FN:s tortyrkommitté
- Siri Thoresen, militärpsykolog, forskningsprofessor vid NKVTS och professor i psykologi vid Institutionen för psykologi vid Universitetet i Oslo
- Odd Arne Tjersland, psykolog, forskningsprofessor vid NKVTS och professor i psykologi vid Institutionen för psykologi vid Universitetet i Oslo
- Lars Weisæth, militär- och krispsykiater, före detta forskningsprofessor vid NKVTS och professor emeritus i psykiatri vid Institutionen för klinisk medicin vid Universitetet i Oslo